# Dennis Mitchell
Pour les personnes ayant le même patronyme, voir Mitchell.
Dennis Allen Mitchell, né le 20 février 1966 à Havelock en Caroline du Nord, est un athlète américain spécialiste des épreuves de sprint. Il est triple médaillé de bronze sur 100 m, une fois aux Jeux olympiques de Barcelone en 1992 et deux fois aux Championnats du monde (1991, 1993). Il est aussi multiple médaillé d'or en relais 4 x 100 m avec les États-Unis.

## Carrière sportive
Dennis Mitchell fait ses débuts sur la scène internationale lors des Jeux mondiaux en salle 1985 en terminant sixième de la finale du 200 m. Étudiant à l'Université de Floride, il améliore peu à peu ses meilleures performances sur le sprint, grâce notamment aux conseils de Joe Walker, son entraîneur. A 21 ans, Mitchell participe aux Championnats du monde d'athlétisme 1987 à Rome. Lors de ces championnats du monde, Mitchell participe aux séries et à la demi-finale du relais 4 × 100 m en tant que dernier relayeur américain, pour la finale il laissera sa place à Carl Lewis. 
Crédité de 10 s 03 sur 100 m et de 20 s 29 sur 200 m en début de saison 1988, il finit deuxième du 100 m des Sélections olympiques américaines d'athlétisme 1988 derrière Carl Lewis et devant Calvin Smith. Initialement cinquième de la finale du 100 m des Jeux olympiques de 1988 de Séoul, il est finalement classé quatrième à la suite de la disqualification du vainqueur de cette course le Canadien Ben Johnson pour dopage. Il est par ailleurs éliminé en séries du relais 4 × 100 m à la suite d'un passage de témoin hors zone entre ses compatriotes Calvin Smith et Lee McNeill. 
L'année suivante, Mitchell remporte le 200 m de la National Collegiate Athletic Association (NCAA), et réalise à Provo la meilleure performance de sa carrière sur cette distance en 20 s 09. le 7 août 1991, lors du meeting de Zurich, il établit un nouveau record du monde du relais 4 × 100 m en 37 s 67, associé à Michael Marsh, Leroy Burrell et Carl Lewis. Quelques jours plus tard, lors des Championnats du monde de Tokyo, Mitchell remporte la médaille de bronze du 100 m, établissant la meilleure performance de sa carrière en 9 s 91, puis la médaille d'or du relais 4 × 100 m en compagnie de Burrell, Lewis et Andre Cason. L'équipe américaine améliore à cette occasion son propre record du monde en 37 s 50.
Il remporte son premier titre de champion des États-Unis du 100 m en 1992, performance qu'il rééditera en 1994 et 1996. Lors des Jeux olympiques d'été de 1992 de Barcelone, Dennis Mitchell termine troisième de la finale du 100 m en 10 s 04. Quelques jours plus tard, il s'impose une nouvelle fois avec ses coéquipiers du relais 4 × 100 m (Marsh, Burrell et Lewis) en établissant un nouveau record du monde en 37 s 40. Il obtient ces mêmes résultats l'année suivante lors des Championnats du monde de Stuttgart.

## Suspension pour dopage
Il a été suspendu pour dopage par la Fédération internationale d'athlétisme du 1er avril 1998 au 31 mars 2000, après qu'un taux anormalement élevé de testostérone a été détecté. Ce cas est resté célèbre par la ligne de défense adoptée par l'athlète : son taux de testostérone s'expliquerait par le fait qu'il ait eu des relations sexuelles et bu des bières la nuit avant son contrôle.

## Les retrouvailles de Mitchell avec Carl Lewis et Leroy Burrell
En 2007 Dennis Mitchell participa à un remake de la finale du 100 m des championnats du monde d'athlétisme 1991 avec Carl Lewis et Leroy Burrell.

## Palmarès

### Jeux olympiques
- Jeux olympiques d'été de 1992 à Barcelone :
  -  Médaille d'or sur 4 × 100m.
  -  Médaille de bronze sur 100m.
- Jeux olympiques d'été de 1996 à Atlanta :
  -  Médaille d'argent sur 4 × 100m.

### Championnats du monde
- Championnats du monde d'athlétisme 1991 à Tokyo :
  -  Médaille d'or sur 4 × 100m.
  -  Médaille de bronze sur 100m.
- Championnats du monde d'athlétisme 1993 à Stuttgart :
  -  Médaille d'or sur 4 × 100m.
  -  Médaille de bronze sur 100m.

## Records

### Records personnels
| Épreuve | Temps   | Vent                | Lieu        | Date                          |
| ------- | ------- | ------------------- | ----------- | ----------------------------- |
| 60 m    | 6 s 61  | -                   | Toronto     | 12 mars 1993                  |
| 100 m   | 9 s 91  | + 1,2 m/s + 1,5 m/s | Tokyo Milan | 25 août 1991 7 septembre 1996 |
| 200 m   | 20 s 09 | + 1,9 m/s           | Provo       | 2 juin 1989                   |

### Records du monde battus
| Temps   | Date               | Lieu      | 1er relayeur | 2e relayeur   | 3e relayeur     | 4e relayeur   |
| ------- | ------------------ | --------- | ------------ | ------------- | --------------- | ------------- |
| 37 s 67 | 7 août 1991        | Zurich    | Mike Marsh   | Leroy Burrell | Dennis Mitchell | Carl Lewis    |
| 37 s 50 | 1er septembre 1991 | Tokyo     | Andre Cason  | Leroy Burrell | Dennis Mitchell | Carl Lewis    |
| 37 s 40 | 8 août 1992        | Barcelone | Mike Marsh   | Leroy Burrell | Dennis Mitchell | Carl Lewis    |
| 37 s 40 | 21 octobre 1993    | Stuttgart | Jon Drummond | Andre Cason   | Dennis Mitchell | Leroy Burrell |